# NPO Radio 4
Pour les articles homonymes, voir Radio 4.
NPO Radio 4 est une station de radio publique néerlandaise consacrée à la musique classique créée en 1975, faisant partie du groupe public Nederlandse Publieke Omroep (« Radiodiffusion publique des Pays-Bas »).

## Histoire
La première diffusion a eu lieu le 28 décembre 1975 sous le nom de « Hilversum IV ». Le 1er décembre 1985, Hilversum IV a été rebaptisée « Radio 4 ». La première émission a été produite par l'organisme de radiodiffusion Veronica (nl) (VOO). Au début il n'y avait que des programmes en soirée dont une partie de temps d'antenne était occupé par Teleac (nl), mais le temps d'antenne a rapidement été étendu. Aujourd'hui, la station diffuse 24 heures par jour.
Le 19 août 2014, Radio 4 se rebaptise « NPO Radio 4 », comme l'ensemble des radios du groupe Nederlandse Publieke Omroep,.

### Identité visuelle (logo)

Logo de Radio 4 du 1er janvier 2011 au 19 août 2014
Logo de NPO Radio 4  le 19 août 2014[1] au 1 er janver 2023
logo de npo klassiek du 2023